# كابيتول إف إم
كابيتول إف إم (بالإنجليزية: Capital FM)‏ هي شبكة تتكون من 14 محطة إذاعية معاصرة ويبث من المملكة المتحدة، تقوم الإذاعة ببث مزيجًا من البرامج المحلية والدولية. اثنتا عشرة محطة من مجموع المحطات تديرها شركة غلوبال، في حين أن المحطتين الأخريين تملكهما وتشغلهما شركة "Communicorp UK" بموجب اتفاقيات امتياز.
اعتبارًا من يونيو 2018، تستقطب المحطات جمهورًا أسبوعيًا مشتركًا يصل إلى 7.4 مليون مستمع وتستهدف جمهورًا أساسيًا في الفئة العمرية 15-34، ويكاد يكون 57 ٪ من مجموع المستمعين داخل هذه الفئة العمرية.
تحتوي المحطات على قائمة تشغيل ضيقة من البرامج مع تغييرات قليلة فقط في الأسبوع، إذ تضم أغاني من آخر سنة أو سنتين لا غير. وبالعكس مما هي عليه إذاعة راديو بي بي سي 1، لا تشغل كابيتول موسيقى الروك أو الأغاني الكلاسيكية أو الموسيقى البديلة.